# Qualificazioni al campionato mondiale di calcio 2014 - UEFA - Fase a gironi, gruppo D

## Classifica
| Squadra     | Pt | G  | V | N | P  | GF | GS | DR  |
| ----------- | -- | -- | - | - | -- | -- | -- | --- |
| Paesi Bassi | 28 | 10 | 9 | 1 | 0  | 34 | 5  | +29 |
| Romania     | 19 | 10 | 6 | 1 | 3  | 19 | 12 | +7  |
| Ungheria    | 17 | 10 | 5 | 2 | 3  | 21 | 20 | +1  |
| Turchia     | 16 | 10 | 5 | 1 | 4  | 16 | 9  | +7  |
| Estonia     | 7  | 10 | 2 | 1 | 7  | 6  | 20 | -14 |
| Andorra     | 0  | 10 | 0 | 0 | 10 | 0  | 30 | -30 |

## Risultati

### 1ª giornata
| Arbitro: | Milorad Mažić |

|  |           |                      |
|  | Marcatori | 55’ Torje 75’ Marica |

| Arbitro: | Emir Alečković |

|  |           |                                                             |
|  | Marcatori | 12’ Juhász 32’ (rig.) Gera 53’ Szalai 67’ Priskin 82’ Koman |

| Arbitro: | Carlos Velasco Carballo |

|                               |           |  |
| van Persie 15’ Narsingh 90+2’ | Marcatori |  |

### 2ª giornata
| Arbitro: | Pavle Radovanović |

|                                           |           |  |
| Torje 29’ Lazăr 44’ Găman 90’ Maxim 90+3’ | Marcatori |  |

| Arbitro: | Marcin Borski |

|                                  |           |  |
| Belözoğlu 44’ Bulut 60’ İnan 75’ | Marcatori |  |

| Arbitro: | Pedro Proença |

|                     |           |                                     |
| Dzsudzsák 7’ (rig.) | Marcatori | 3’, 53’ Lens 19’ Indi 74’ Huntelaar |

### 3ª giornata
| Arbitro: | Howard Webb |

|  |           |            |
|  | Marcatori | 45’ Grozav |

| Arbitro: | Liran Liany |

|  |           |            |
|  | Marcatori | 47’ Hajnal |

| Arbitro: | Aljaksej Kul'bakoŭ |

|                                            |           |  |
| van der Vaart 7’ Huntelaar 15’ Schaken 50’ | Marcatori |  |

### 4ª giornata
| Arbitro: | Dimitar Meckarovski |

|  |           |          |
|  | Marcatori | 56’ Oper |

| Arbitro: | Craig Thomson |

|            |           |                                                                    |
| Marica 39’ | Marcatori | 8’ Lens 28’ Martins Indi 45+1’ (rig.) van der Vaart 85’ van Persie |

| Arbitro: | Daniele Orsato |

|                                      |           |            |
| Koman 31’ Szalai 50’ Gera 57’ (rig.) | Marcatori | 22’ Erdinç |

### 5ª giornata
| Arbitro: | Nerijus Dunauskas |

|  |           |                         |
|  | Marcatori | 30’ Selçuk 45+2’ Yılmaz |

| Arbitro: | Wolfgang Stark |

|                                  |           |                                |
| Vanczák 16’ Dzsudzsák 71’ (rig.) | Marcatori | 68’ (rig.) Mutu 90+2’ Chicpciu |

| Arbitro: | Vitalij Meškov |

|                                              |           |  |
| van der Vaart 46’ van Persie 71’ Schaken 83’ | Marcatori |  |

### 6ª giornata
| Arbitro: | Ján Valášek |

|                        |           |  |
| Anier 45’ Lindpere 62’ | Marcatori |  |

| Arbitro: | Milorad Mažić |

|            |           |          |
| Yılmaz 63’ | Marcatori | 71’ Böde |

| Arbitro: | Mark Clattenburg |

|                                                      |           |  |
| van der Vaart 12’ van Persie 56’ 65’ (rig.) Lens 90’ | Marcatori |  |

### 7ª giornata
| Arbitro: | Serhij Bojko |

|                    |           |                                   |
| Vassiljev 18’, 56’ | Marcatori | 2’ Robben 90+4’ (rig.) van Persie |

| Arbitro: | Alberto Undiano Mallenco |

|                                   |           |  |
| Marica 2’ Pintilii 31’ Tănase 88’ | Marcatori |  |

| Arbitro: | Sven Bindels |

|                                            |           |  |
| Bulut 35’, 39’, 68’ Yılmaz 64’ Turan 90+3’ | Marcatori |  |

### 8ª giornata
| Arbitro: | Ante Vučemilović-Šimunović Jr. |

|  |           |                     |
|  | Marcatori | 49’, 53’ van Persie |

| Arbitro: | Aljaksej Kul'bakoŭ |

|                                                                |           |          |
| Klavan 11’ (aut.) Hajnal 21’ Böde 41’ Németh 69’ Dzsudzsák 85’ | Marcatori | 48’ Kink |

| Arbitro: | Svein Oddvar Moen |

|  |           |                         |
|  | Marcatori | 22’ Yılmaz 90+5’ Erdinç |

### 9ª giornata
| Arbitro: | Stephan Klossner |

|  |           |                                                  |
|  | Marcatori | 41’ Keserü 53’ Stancu 62’ (rig.) Torje 85’ Lazăr |

| Arbitro: | Nicola Rizzoli |

|  |           |                      |
|  | Marcatori | 22’ Bulut 47’ Yılmaz |

| Arbitro: | Martin Atkinson |

|                                                                                                   |           |                      |
| van Persie 16’, 44’, 52’ Strootman 25’ Lens 38’ Devecseri 64’ (aut.) van der Vaart 85’ Robben 89’ | Marcatori | 47’ (rig.) Dzsudzsák |

### 10ª giornata
| Arbitro: | Daniel Stefański |

|                             |           |  |
| Nikolić 52’ Lima 77’ (aut.) | Marcatori |  |

| Arbitro: | Marijo Strahonja |

|                        |           |  |
| Marica 30’ (rig.), 81’ | Marcatori |  |

| Arbitro: | Olegário Benquerença |

|  |           |                        |
|  | Marcatori | 8’ Robben 47’ Sneijder |

## Statistiche

### Classifica marcatori
11 gol
- Robin van Persie

5 gol
- Jeremain Lens
- Rafael van der Vaart
- Ciprian Marica
- Burak Yılmaz
- Umut Bulut

3 gol
- Arjen Robben
- Gabriel Torje
- Balázs Dzsudzsák

2 gol
- Konstantin Vassiljev
- Klaas-Jan Huntelaar
- Bruno Martins Indi
- Ruben Schaken
- Mevlüt Erdinç
- Selçuk İnan
- Costin Lazăr
- Dániel Böde
- Zoltán Gera
- Tamás Hajnal
- Vladimir Koman
- Ádám Szalai

1 gol
- Henri Anier
- Tarmo Kink
- Joel Lindpere
- Andres Oper
- Luciano Narsingh
- Kevin Strootman
- Wesley Sneijder
- Alexandru Chipciu
- Valerică Găman
- Gheorghe Grozav
- Claudiu Keșerü
- Bogdan Stancu
- Alexandru Maxim
- Adrian Mutu
- Mihai Pintilii
- Cristian Tănase
- Emre Belözoğlu
- Arda Turan
- Roland Juhász
- Ragnar Klavan
- Krisztián Németh
- Tamás Priskin
- Vilmos Vanczák
- Nemanja Nikolić

Autoreti
- Szilárd Devecseri (pro Paesi Bassi)
- Ildefons Lima (pro Ungheria)